# Дионисий (Константинов)
Епи́скоп Диони́сий (укр. Єпископ Діонісій; в миру Дмитрий Алексеевич Константинов, укр. Дмитро Олексійович Константинов; 7 июля 1960, Чадыр-Лунга, Молдавская ССР) — епископ Украинской православной церкви на покое, бывший епископ Шепетовский и Славутский (2011—2014).

## Биография
Родился 7 июля 1960 года в городе Чадыр-Лунга Молдавской ССР в гагаузской семье рабочих.
В 1975 году окончил среднюю школу. В 1978 году окончил Одесское ГПТУ № 3.
С 1979 по 1981 годы проходил военную службу в Советской армии.
В 1995 году окончил Одесскую духовную семинарию и в том же году поступил в Киевскую духовную академию (заочный сектор).
2 августа 1995 года был рукоположен во диакона митрополитом Киевским и всея Украины Владимиром.
5 февраля 1996 года был назначен заведующим канцелярией Киевской митрополии.
23 марта 1996 года принял постриг в мантию с именем Дионисий в честь преподобного Дионисия, затворника Печерского.
19 августа 1997 года, в день 7-летия Гагаузской Автономии, был рукоположен во иеромонаха епископом Переяслав-Хмельницким Иоанном (Сиопко).
Ко дню Святой Пасхи 1998 года был возведён в сан игумена.
В 1999 году окончил Киевскую духовную академию и защитил дипломную работу на тему «Тритекты и история их происхождения.»
Ко дню Святой Пасхи 2000 года возведён в сан архимандрита.
В 2003 году освобождён от должности заведующего канцелярией Киевской Митрополии и зачислен в число братии Свято-Успенской Киево-Печерской Лавры. В том же году назначен заместителем председателя Синодального отдела УПЦ по делам монастырей.

### Архиерейство
14 июня 2011 года решением Священного Синода Украинской Православной Церкви от года избран епископом Шепетовским и Славутским.
17 июня того же года в зале заседаний Священного Синода УПЦ в Киево-Печерской лавре состоялось наречение клирика Киевской епархии архимандрита Дионисия (Константинова) у епископа Шепетовского и Славутского.
18 июня того же года в Трапезном храме Киево-Печерской Лавры состоялась его архиерейская хиротония, которую совершили: митрополит Киевский и всея Украины Владимир (Сабодан), митрополит Хмельницкий и Староконстантиновский Антоний (Фиалко), архиепископ Белоцерковский и Богуславский Митрофан (Юрчук), архиепископ Переяслав-Хмельницкий и Вишневский Александр (Драбинко), архиепископ Винницкий и Могилёв-Подольский Симеон (Шостацкий), архиепископ Криворожский и Никопольский Ефрем (Кицай), архиепископ Херсонский и Таврический Иоанн (Сиопко), архиепископ Бориспольский Антоний (Паканич), епископ Нежинский и Прилуцкий Ириней (Семко), епископ Владимир-Волынский и Ковельский Владимир (Мельник), епископ Макаровский Иларий (Шишковский), епископ Ивано-Франковский и Коломыйский Пантелеимон (Луговой), епископ Александрийский и Светловодский Антоний (Боровик), епископ Васильковский Пантелеимон (Поворознюк) и епископ Конотопский и Глуховский Иосиф (Масленников).
23 декабря 2014 года, в день 20-летия Гагаузской Автономии, решением Священного Синода УПЦ МП согласно собственному прошению уволен на покой.